# Онисанти (Флоренция)
„Онисанти“ (на италиански: Chiesa di Ognissanti, в превод Църква на Вси Светии, с пълно име Църква на Спасителя и Вси Светии, на италиански: Chiesa di San Salvatore in Ognissanti) е католическа църква в гр. Флоренция, Италия.

## История
Църквата е основана през 1251 г. В началото е част от манастир на монаси-хумилиати, установили се във Флоренция през 1239 г. Около 1310 г. по тяхна поръчка Джото рисува за главния олтар картината „Маеста“, която днес е в галерията Уфици. В ризницата на църквата се съхраняват и други творби от XIV век, като фрескатата „Разпятие“ на Тадео Гади и дървено разпятие на Джото.
През XIV век към църквата е изградена камбанария.
През ХV век интериорът се обогатява със стенописи на Сандро Ботичели (който е погребан в църквата), и на Доменико Гирландайо. През 1480 г. те изписват две фрески в апсидата – отдясно е фреската на Ботичели „Свети Августин в кабинета си“, а от ляво е тази на Гирландайо – „Свети Йероним в кабинета си“. Работа на Гирландайо са и стенописите „Пиета“ и „Дева Мария на милосърдието“ в Капела Веспучи и „Тайната вечеря“.
През 1571 г. хумилиатите напускат църквата и манастира, и по повелята на херцог Козимо I де Медичи църквата е предоставена на монасите – францисканци. Францисканските монаси донасят в църквата голяма реликва – монашеското расо на св. Франциск от Асизи, което той носи през 1224 г., когато получава Христовите стигмати (рани) на планината Ла Верна. Францисканците ремонтират и обновяват църквата и през 1582 г. тя е преосветена в чест на Спасителя и Вси Светии.
В началото на XVII век църквата е изографисана от Якопо Лигоци, Джовани да Сан Джовани и други живописци със стенописи за живота на св. Франциск и Исус Христос. През 1637 г. църквата придобива съвременния си модерен външен вид, като готическият стил е заменен с барок. През тази година по проект на Матео Ниджети е изградена нова фасада на църквата, в стил флорентински барок, построена със средства на семейство Медичи-Неофити, покръстени евреи, покровителствани от Великите херцози на Флоренция. Над главния портал е поставен теракотен релиф на Бенедето Булони – „Коронацията на Дева Мария, заобиколена от светци.“ През 1770 г. Джузепе Ромеи изписва тавана на храма с цикъл от стенописи със сюжет „Небесната слава на Свети Франциск“.
През 1866 г. манастирът е разпуснат. През 1923 г. неговите сгради са превърнати в казарми на карабинерите. Францисканците запазват само храма, който остава със статут на енорийска църква. В църквата са погребани Сандро Ботичели, Каролина Бонапарт, Джовани Антонио Сантарели, Симонета Веспучи, Луиджи дел Буоно.